# Abducted (film)
Abducted è un film del 2021 diretto da Daniel Foreman.

## Trama
La vita di Derrick, un adolescente di città viene sconvolta quando sua sorella Lakota, spacciatrice di droga, scompare improvvisamente. Il ragazzo si mette alla sua ricerca facendosi aiutare da alcune misteriosi visioni che però fatica ad interpretare.